# Жариков, Владимир Павлович
Влади́мир Па́влович Жа́риков (18 ноября 1931, Конотоп — 13 февраля 2020, Златоуст) — советский и российский скульптор, член Союза художников РСФСР (1967), первый лауреат и дважды лауреат городской премии имени И. Н. Бушуева (1990, 1993), почётный гражданин Златоуста (1994), Заслуженный художник Российской Федерации (1998)

## Биография
Окончил Киевское училище прикладных искусств (1952) и скульптурный факультет Харьковского художественного института. С 1958 г. живёт в Златоусте.
Жариков — автор монументальных произведений: памятников красногвардейцам в селе Куваши (1960, в соавторстве с Б. Волковым), юным борцам за власть Советов (1963, в соавторстве с Б. Волковым), М. А. Ульяновой (1968), основателю златоустовской гравюры на стали И. Н. Бушуеву (1990), композиции «1903 год» и других, находящихся в Златоусте. В станковой скульптуре Жарикова особое место занимают работы, посвященные вечным темам искусства: женщине-матери и детям.
Заметное отражение в творчестве Жарикова нашли Златоуст, его история. В разные годы скульптор создал портреты П. П. Аносова, И. Н. Бушуева, Героя Советского Союза И. М. Мельнова, сталеваров А. Сейфуллина и А. Петракова; чеканки «Первостроители Златоуста», силуэтную композицию дорожный знак «Златоуст» на перевале через Уральский хребет, декоративную скульптуру «Крылатый конь» около главпочтамта, разработал герб Златоуста.
Жариков использует для своих произведений различные материалы: мрамор, тонированный гипс, дерево, шамот, медь, латунь, алюминий, бетон. Работы скульптора экспонировались на городских, областных, республиканских выставках. Произведения Жарикова украшают улицы и площади Златоуста, интерьеры общественных зданий, хранятся в музеях Златоуста и других городов.
Умер 13 февраля 2020 года после продолжительной болезни.